# 6000-marks-krigen
6000-marks-krigen var en krig mellem Danmark og Sverige, der foregik fra 1276 - 1278. Krigen begyndte pga. uenighed om en sum på 6.000 mark sølv for dansk assistance til Magnus Ladelås i Krigen mod Valdemar Birgersson i 1275.
Krigen endte med fredsaftalen i Laholm, efter at Erik Klipping indledte fredsforhandlinger.

## Baggrund
Erik Klipping af Danmark havde indgået en aftale om militær assistance med hertug Magnus Birgersson, som lejede hundrede pansrede krigere fra kongens egen hær i tillæg til en styrke på 700 mand, som blev ledet af grev Jakob af Halland og den danske marsk Stig. Med denne danske hær indledte hertugen et oprør, som sluttede med afsættelsen af den svenske konge, som blev taget til fange i Värmland.

## Krigen
Hertugen som udråbte sig til konge over Sverige, nægtede at betale den aftalte sum på 6.000 mark sølv og klagede over den hærgen som den danske hjælpestyrke skulle have begået. I stedet rykkede han ind i Halland og Skåne ved total overraskelse i efteråret 1276.
Danskerne mobiliserede en hær under marsk Uffo, som standsede den svenske hær, som flygtede fra Skåne uden større krigshandlinger. I de næste år marcherede danske styrker ind i Småland som gengældelse for svenskernes hærgen i Halland og Skåne. Den danske straffeekspedition forfulgte de fåtallige svenske forsvarsstyrker ind i Västergötland, hvor den blev overrasket i lejren af omkring 200 pansrede svenske ryttere. Slaget ved Ettak blev et nederlag for den danske hær.
Erik Klipping samlede en stor hær i 1277 og gik ind i Västergötland, som på ny blev underlagt og plyndret. Fæstningerne Axwall og Skara blev indtaget af danskerne som støttede og virkede som støtter mod den svenske modstand. Erik Klipping besluttede sig for at afslutte felttoget, fordi det kun var ment som hævn for den svenske konges overfald i Halland og Skåne.
Efter at være kommet hjem indledte Erik Klipping forhandlinger med svenskerne, og det kom til enighed i fredsaftalen i Laholm i Halland i begyndelsen af 1278. Magnus Ladelås betalte krigsskadeerstatningen, som var nedsat til 4.000 mark sølv.